# Szymon Kluger
Szymon Kluger (ur. 19 stycznia 1925 w Oświęcimiu, zm. 26 maja 2000 tamże) – ostatni żydowski mieszkaniec Oświęcimia, ocalały z Holocaustu, więzień trzech obozów koncentracyjnych.

## Dzieciństwo i młodość
Szymon Kluger urodził się w Oświęcimiu, jako syn mełameda Symchy Klugera (ur. 1900 r.) oraz Fridy Kluger (z domu Teichman). Mieszkał w domu sąsiadującym z synagogą Chewra Lomdei Misznajot. Ojciec Szymona, Symcha, był jednym z ośmiu nauczycieli religijnych Oświęcimia. Dom przy ulicy Podzamcze podarował mu teść – Bernard Teichman, ojciec Frymet. Na poddaszu domu Symcha Kluger dawał lekcje uczniom. Szymon miał ośmioro rodzeństwa: Mojżesza (ur. 1923), Bronię (1927–2007), Icchaka (ur. 1929), Melecha (ur. 1931), Izraela (ur. 1933), Jehoszuę (ur. 1935), Chaima (ur. 1936) oraz Malkę (ur. 1938).

## II wojna światowa

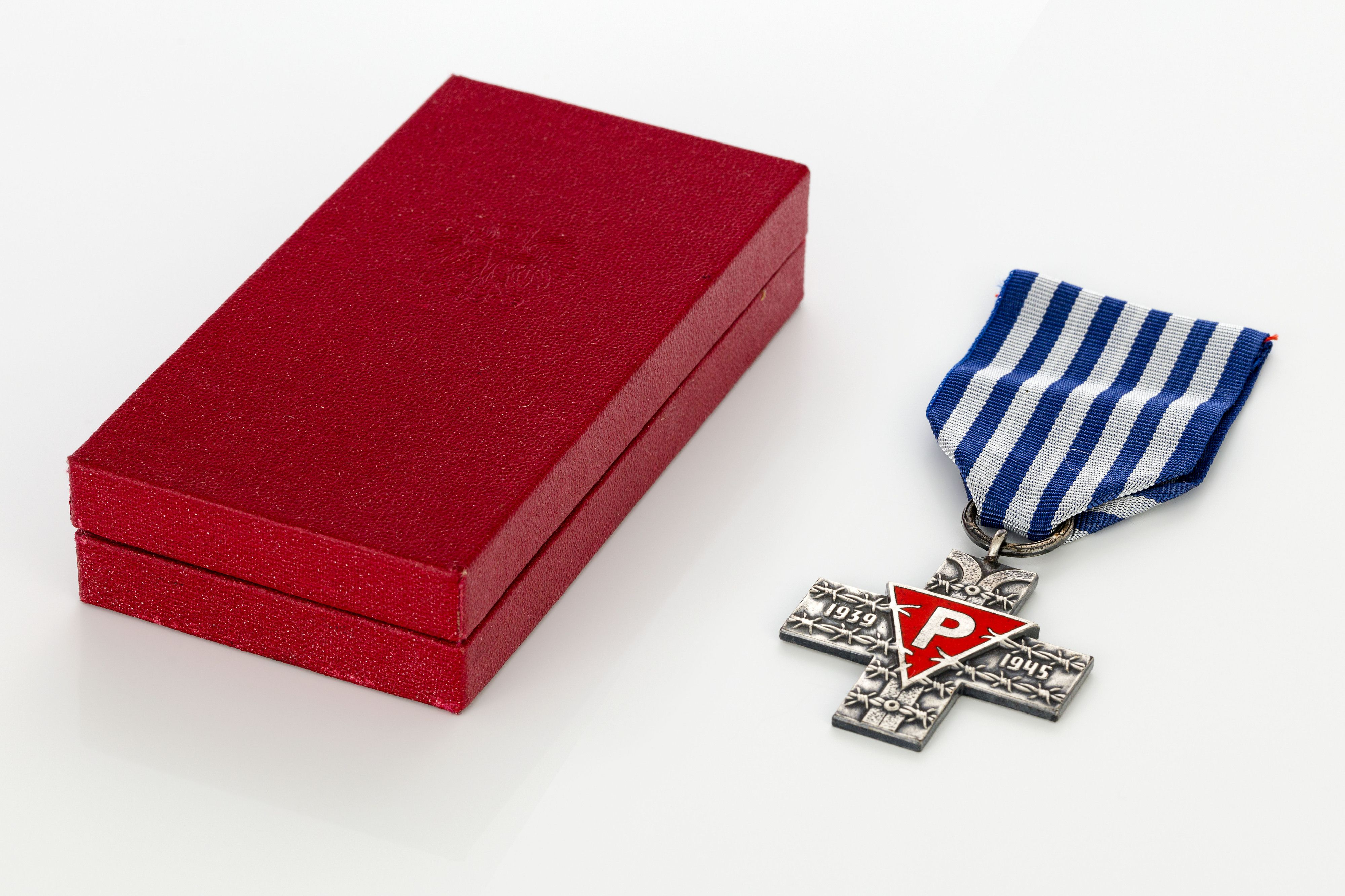
Krzyż Oświęcimski Szymona Klugera

W chwili wybuchu II wojny światowej Szymon miał 14 lat. Był świadkiem stopniowego likwidowania społeczności żydowskiej w Oświęcimiu. W 1941 roku, prawdopodobnie wraz z częścią rodziny, trafił do getta w Będzinie (Bendsburgu). Podczas likwidacji getta został wysłany najpierw do obozu Blechhammer (podobóz Auschwitz-Birkenau w Kędzierzynie-Koźlu), a następnie do obozów Buchenwald oraz Gross Rosen. Z jego dziewięciorga rodzeństwa przeżyło tylko troje – on, Mojżesz i Bronia.

## Po wojnie
Po zakończeniu wojny wyemigrował do Szwecji, do miasteczka Saleboda, gdzie pracował jako mechanik w pralni, podczas gdy Mojżesz oraz Bronia wyemigrowali do Stanów Zjednoczonych. W 1962 roku mimo protestów rodziny oraz nasilającego się w Polsce antysemityzmu Kluger powrócił do Oświęcimia i zamieszkał na parterze rodzinnego domu (ówcześnie ul. Podzamcze 287, obecnie: pl. ks. Jana Skarbka 2). Znalazł zatrudnienie w ówczesnych Zakładach Chemicznych w Oświęcimiu (obecnie Synthos).
Jako, że jego dom rodzinny, do którego powrócił, sąsiadował z ostatnią ocalałą w mieście synagogą, Szymon Kluger postawił sobie za cel podtrzymywanie pamięci o niej. Z biegiem czasu Szymon zdawał się coraz bardziej izolować się od świata zewnętrznego, co doprowadziło do tego, że w końcu przestał przychodzić do pracy, zamknął się w swoim niszczejącym już domu, z którego po pewnym czasie już praktycznie w ogóle nie wychodził (wyjątkiem były piątki, kiedy to wychodził zapalić świece szabasowe pod murem dawnej synagogi, w której wówczas prowadzono hurtownię dywanów). Bardzo rzadko przyjmował gości, warunki w których żył stawały się coraz cięższe, jednak nie przeszkodziło mu to w opiekowaniu się synagogą. Rodzeństwo wielokrotnie chciało zabrać go ze sobą do Stanów Zjednoczonych, lecz Szymon za każdym razem odmawiał wyjazdu.

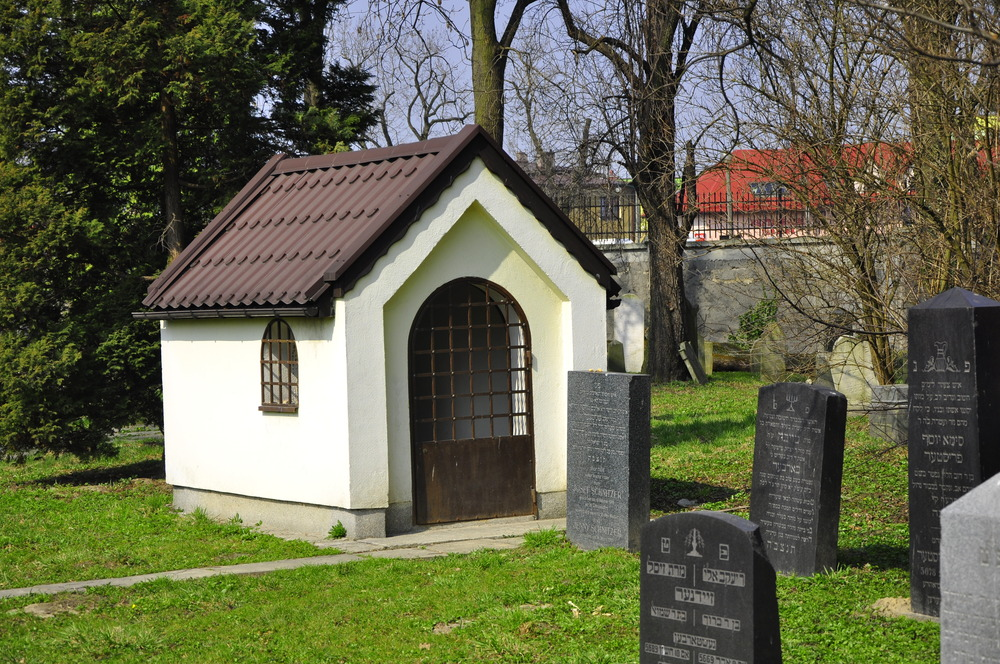
Ohel Klugera, 2007

Synagoga, którą Kluger się opiekował, w końcu doczekała się renowacji, której inicjatorem była fundacja Auschwitz Jewish Center Foundation ze Stanów Zjednoczonych i jej nowo powstająca filia w Oświęcimiu.  

### Śmierć i miejsce spoczynku
Szymon Kluger nie doczekał ponownego otwarcia świątyni – zmarł 26 maja 2000 roku, na trzy miesiące przed otwarciem synagogi. W Oświęcimiu nie było już Żydów, którzy mogliby właściwie przygotować go do pochówku. Wezwano najbliższego rabina z Krakowa. Wymagane było również minjan, kworum 10 mężczyzn w wieku powyżej 13 lat – dzięki interwencji regularnie odwiedzającego Oświęcim edukatora z Jerozolimy, autobus amerykańskich studentów żydowskich zgodził się wziąć udział w pogrzebie, aby uzupełnić tę liczbę. Szymon Kluger został pochowany w ohelu na cmentarzu żydowskim w Oświęcimiu.
W pogrzebie wzięło udział trzydziestu kilku młodych mężczyzn z Izraela. Michael Berl, edukator, który ich zaprosił do udziału w ceremonii, powiedział dziennikarzom: „To, że miał na pogrzebie ponad 30 młodych Żydów, którzy będą go teraz pamiętać — to było coś”.

## Cafe Bergson

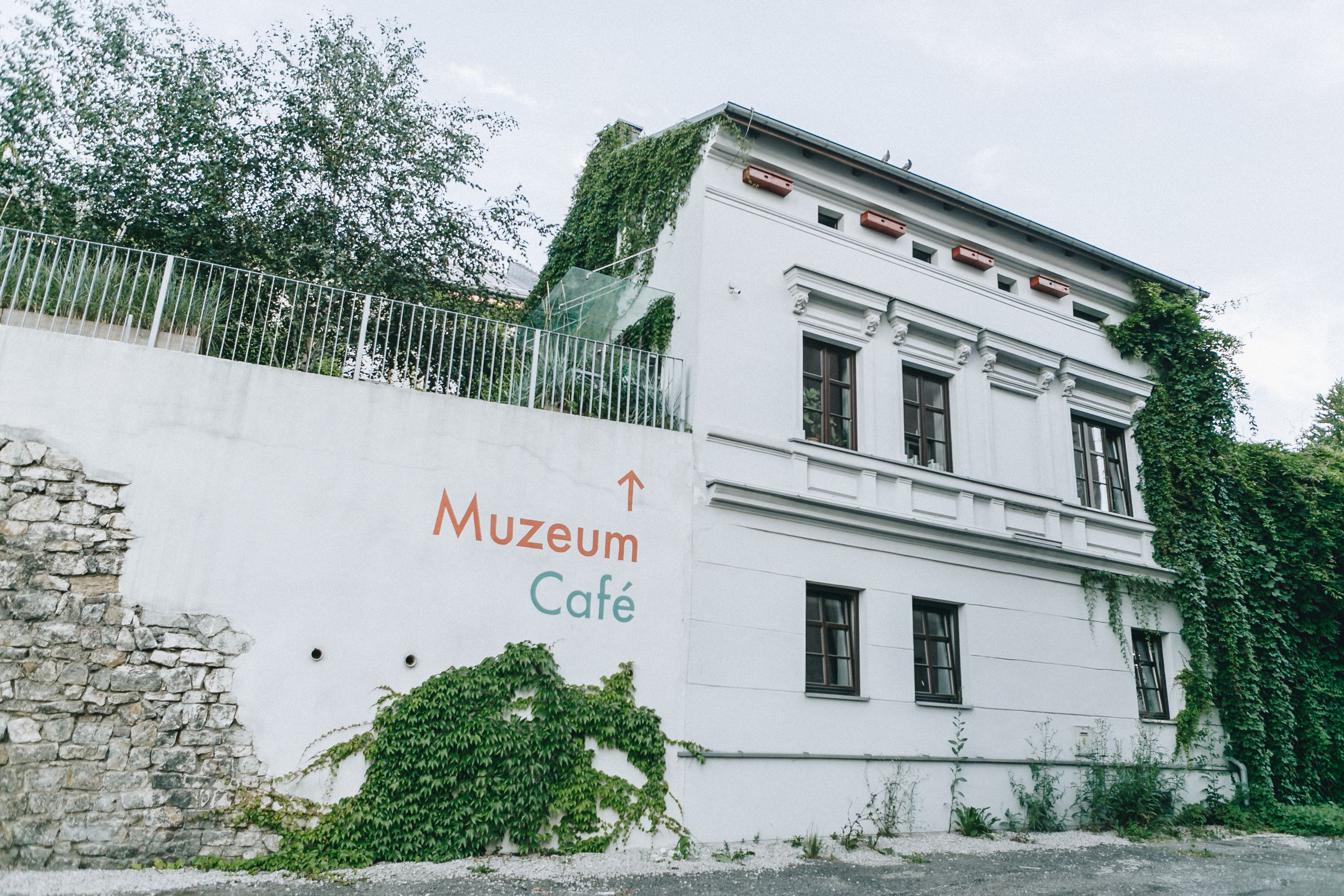
Dom Klugerów w Oświęcimiu po renowacji

Po śmierci Klugera, dom został przekazany Centrum Żydowskiemu w Oświęcimiu przez rodzeństwo Szymona – Bronię i Mojżesza. Stan techniczny budynku był fatalny. Po latach, Centrum postanowiło odnowić dom i otworzyć w nim kawiarnię. Koszt renowacji wyniósł w sumie ponad 1,5 mln zł, a w zebraniu tych środków pomógł portal Kickstarter. 
W 2014 roku otwarto tam Cafe Bergson – kawiarnię oraz miejsce, w którym organizowane są wydarzenia kulturalne, spotkania autorskie oraz warsztaty edukacyjne. W kawiarni znajduje się również sklep muzealny Muzeum Żydowskiego w Oświęcimiu.